# Dancing in the Street
"Dancing in the Street" foi um single gravado pelo grupo Martha and the Vandellas, lançada em 1964. Produzida por William "Mickey" Stevenson e composta por Stevenson e Marvin Gaye, a canção trouxe o conceito de se ter um bom tempo na cidade em que ouvinte vive. A ideia para a dança foi de Stevenson, quando via as pessoas nas ruas de Detroit se refrescando no verão em água de hidrantes abertos. Eles pareciam estar dançando na água. A canção foi idealizada por Stevenson, que mostrou um rascunho da letra. Quando Gaye leu a letra original, no entanto, disse que a música soava mais dançante. Gaye e Stevenson compuseram o single juntos. Esteve presente na lista das 500 melhores canções de todos os tempos da revista Rolling Stone.

## Equipe e colaboradores
- Vocais principais de Martha Reeves
- Vocais de fundo de Betty Kelly, Rosalind Ashford, William "Mickey" Stevenson e Ivy Jo Hunter
- Instrumentação de The Funk Brothers[10]
  - Robert White: guitarra
  - Eddie Willis: guitarra
  - Joe Messina: guitarra
  - James Jamerson: baixo
  - Marvin Gaye: bateria
  - Jack Ashford: percussão, pandeiro, vibrafone
  - Ivy Jo Hunter: percussão (ferrolho)
  - Henry Cosby: saxofone tenor
  - Thomas "Beans" Bowles: saxofone barítono
  - Russ Conway: trompete
  - Herbert Williams: trompete
  - Paul Riser: trombone
  - George Bohanon: trombone

## Desempenho nas tabelas musicais
| País — Tabela musical (1964)          | Melhor posição |
| ------------------------------------- | -------------- |
| Austrália (Kent Music Report)         | 71             |
| Canadá (Top Singles (RPM)             | 3              |
| Estados Unidos (Billboard Hot 100)    | 2              |
| Estados Unidos (R&B Singles (Cashbox) | 8              |
| Estados Unidos (Top 100 (Cashbox)     | 4              |
| Nova Zelândia (Lever Hit Parade)      | 3              |
| Reino Unido (UK Singles Chart)        | 28             |
| País — Tabela musical (1969)          | Melhor posição |
| Alemanha (Media Control Charts)       | 36             |
| Irlanda (IRMA)                        | 12             |
| Países Baixos (Dutch Top 40)          | 45             |
| Reino Unido (UK Singles Chart)        | 4              |

| País — Tabela musical (1964)       | Melhor posição |
| ---------------------------------- | -------------- |
| Estados Unidos (Billboard Hot 100) | 17             |
| Estados Unidos (Top 100 (Cashbox)  | 4              |
| País — Tabela musical (1969)       | Melhor posição |
| Reino Unido (UK Singles Chart)     | 62             |

## Certificações
| País | Certificação | Vendas   |
| --- | ------------ | -------- |
| Estados Unidos (RIAA)                                                                                             | Ouro         | 500,000^ |
| Reino Unido (BPI)                                                                                                 | Platina      | 600,000‡ |
| ^números de remessas baseados apenas na certificação ‡números de vendas+streaming baseados apenas na certificação |              |          |

## Versão de The Mamas and the Papas

### Fundo
Em 1966, o grupo de folk rock The Mamas & the Papas gravou uma versão cover da música "Dancing in the Street", que foi retirada de seu segundo álbum de estúdio The Mamas & the Papas. Cass Elliot fez o vocal principal, enquanto os outros membros fizeram suas harmonias ao fundo. Esta versão apresentava uma seção instrumental. O final da música é bem-humorado, com Elliot e Papa Denny Doherty tendo um diálogo listando as cidades dos Estados Unidos, bem como Halifax, Nova Escócia, Canadá, de onde Doherty era, antes do desaparecimento da música. No Festival Pop de Monterey em 1967, the Mamas & the Papas encerraram seu set com "Dancing in the Street" antes de Elliot dizer ao público no festival: "Vocês estão sozinhos, porque temos certeza que estamos sozinhos." Esta foi a última vez que o grupo se apresentou ao vivo.
"Dancing in the Street" foi produzida por Lou Adler e lançada como lado B do single "Words of Love" pelo selo Dunhill Records. Alcançou a posição 73 na parada Billboard Hot 100 dos EUA. Cash Box disse que foi "uma leitura poderosa do som da Motown com Cass Elliot cantando um solo poderoso".
Em 1969, Elliot fez um cover da música em seu especial de televisão, The Mama Cass Television Program.

## Equipe e colaboradores
The Mamas & the Papas
- Cass Elliot — vocais principais
- Denny Doherty — harmonia e backing vocals
- Michelle Phillips — harmonia e backing vocals
- John Phillips — guitarra, harmonia e backing vocals

Outros colaboradores
- Hal Blaine — bateria, pandeiro
- Joe Osborn — baixo
- Larry Knechtel — piano elétrico
- "Doutor" Eric Hord — guitarra
- Lou Adler — produtor

## Desempenho nas tabelas musicais
| País — Tabela musical (1964)       | Melhor posição |
| ---------------------------------- | -------------- |
| Estados Unidos (Billboard Hot 100) | 73             |
| Estados Unidos (Top 100 (Cashbox)  | 86             |

## Versão de Van Halen
A banda de rock americana Van Halen gravou uma versão cover de "Dancing in the Street" em 1982. Esta versão traz uso pesado da guitarra elétrica, tocada por Eddie Van Halen. Falando sobre o cover, o membro do grupo David Lee Roth disse: "Parece que mais de quatro pessoas estão tocando, quando na verdade há quase zero overdubs — é por isso que levamos tão pouco tempo [para gravar]." O membro do grupo Eddie Van Halen, discutindo o cover e sua parte de sintetizador na faixa, disse: "Leva quase tanto tempo para fazer uma música cover soar original quanto para escrever uma música. Passei muito tempo arranjando e tocando sintetizador em 'Dancing in the Streets', e eles [críticos] simplesmente escreveram como, 'Oh, é exatamente como o original.' Então esqueça as críticas! Essas são boas músicas. Por que não deveríamos refazê-las para a nova geração de pessoas?"

### Recepção
O Van Halen lançou "Dancing in the Street" como o segundo single de seu álbum de estúdio de 1982, Diver Down. Sua versão atraiu um sucesso comercial decente, alcançando o top 40 na parada Billboard Hot 100 dos EUA e se tornando um hit top 15 na Canadian Singles Chart.

### Faixas e formatos
Single de 7" alemão
1. "Dancing in the Street" – 3:43
2. "Where Have All the Good Times Gone" – 3:02

Single de 7" americano
1. "Dancing in the Street" – 3:43
2. "The Full Bug" – 3:18

## Equipe e colaboradores
- David Lee Roth – vocais principais
- Eddie Van Halen – guitarra, sintetizador, backing vocals
- Michael Anthony – baixo, backing vocals
- Alex Van Halen – bateria

## Desempenho nas tabelas musicais
| País — Tabela musical (1982–1983)  | Melhor posição |
| ---------------------------------- | -------------- |
| Canadá (Canadian Singles Chart)    | 15             |
| Estados Unidos (Billboard Hot 100) | 38             |
| Estados Unidos (Mainstream Rock)   | 3              |

## Versão de David Bowie e Mick Jagger
Uma versão da canção foi gravada em 1985 pelos músicos britânicos David Bowie e Mick Jagger. O plano original era fazer uma versão da canção que seria tocada ao vivo no Live Aid, sendo que Bowie ficaria no Estádio de Wembley (Inglaterra) e Jagger no  Estádio John F. Kennedy (Estados Unidos). Porém, isso não foi possível, devido à diferença de meio segundo gerada com a transmissão via satélite. Desta forma, um vídeo com os dois cantores foi gravado para a apresentação, que ocorreu em 13 de julho de 1985.
Em agosto do mesmo ano, a canção foi lançada como single, chegando ao n°1 no Reino Unido e ao n°7 nos Estados Unidos.